# Civilprocess
Civilprocess, juridik, rättegång i tvistemål, är ett rättsligen reglerat förfarande, inför domstol, för att fastställa ett tvistigt eller annars på något sätt ovisst privat rättsförhållande mellan parterna i processen.
Fastställelsen innebär fastställelse av redan förhandenvarande rätt, men skapar i regel inte ny rätt, då den förutsätter, att rättsförhållandet redan existerar och att frågan gäller blott avgörandet av dess konkreta rättsbestämdhet enligt för detsamma givna och gällande lag.
Man bör dock skilja mellan den fastställelse, vari en civilprocess sålunda alltid utmynnar, och fastställelsedom i inskränkt mening på grund av fastställelsetalan, vilken blott avser existensen eller icke-existensen av ett visst rättsförhållande, men inte tillika går ut på förändring av det bestående faktiska förhållandet genom kondemnation, vare sig så, att viss prestation i enlighet med och efter domen ålägges, eller så, att genom själva domen förändringen omedelbart inträder, såsom fallet är vid respektive fullgörelsedom, till exempel efter yrkande om betalning av viss förfallen skuld, och vid konstitutiv dom, till exempel efter yrkande om äktenskapsskillnad, där domens konstaterande av rätt till skilsmässa tillika innebär förklaring om äktenskapets upplösning; då i sistnämnda och liknande fall, till exempel vid skifte genom dom, ny rätt skapas, beror detta därpå, att det egentligen föreligger både en rättegång och ett rättsärende eller rättshandel, som kräver offentlig myndighets medverkan.  
Civilprocessens föremål (målsättning) kan sålunda betecknas som ett privaträttsligt rättsanspråk, vars riktighet eller oriktighet ska prövas av domstolen i den ordning och på det sätt, som anges av
civilprocessrätten (dvs sammanfattningen av de gällande rättssatserna för statens rättsskipningsverksamhet). Skiljt från detta privaträttsliga rättsanspråk är det anspråk på konkret rättsskydd eller rättens tvångsrealisation, som även riktas mot staten och som kan betecknas med uttrycket talerätt; talerätten är alltid rättigheten själv, tänkt såsom sökande processuell fastställelse. 
Ett processrättsligt förhållande, med särskilda rättigheter och skyldigheter för de tre processubjekten,(kärande/svarande/domstol) kan dock uppstå endast under vissa förutsättningar, vilka kallas processförutsättningar och avser möjligheten av rättegång inför denna domstol rörande denna sak mellan dessa parter, särskilt med hänsyn till svarandepartens skyldighet att medverka i rättegången.

## Prövning av processförutsättningar i svensk rätt
Processförutsättningarna underkastas så vitt möjligt prövning vid rättegångens början, eftersom målet, om någon av dem saknas, ej kan upptas och åtgärder, som måhända redan vidtagits, blir ogiltiga. Hit räknas dock ej kärandens saklegitimation eller styrkandet av dennes talerätt, utan undersökningen härav tillhör enligt nyare uppfattning huvudförfarandet och utmynnar, om talerätt saknas, i rättsanspråkets ogillande; huvudförfarandet avser prövning av själva detta anspråk och det till grund därför liggande tvistiga rättsförhållandets beskaffenhet.

## Prövning av processförutsättningar i den romerska rätten
I den klassiska romerska civilprocessen var dessa båda prövningar skarpt åtskilda på ett sätt, som ej återfinnes i den moderna processen. Förhandlingarna rörande processförutsättningarna och talerätten ägde nämligen enligt romersk rätt rum in jure inför pretorn, men förhandlingarna rörande det faktiska rättsförhållandet in judicio inför en privatman såsom förordnad judex, och förhandlingarna in jure ändades med en formell avslutningsakt, då saken definitivt anhängiggjordes i närvaro av tingsmenigheten, som högtidligen togs till vittne därpå, "litis contestatio". 
I den moderna civilprocessen däremot blir saken anhängiggjord redan vid talans framställande genom stämning. För processens vidare avveckling erfordras såväl från domstolens sida en processledande verksamhet som även från parternas sida bestämda, av lagen till tidsföljd och beskaffenhet närmare reglerade partshandlingar, vilka sammanfattas såsom processhandlingar och direkt avser processens ändamål. 